# Maiombe

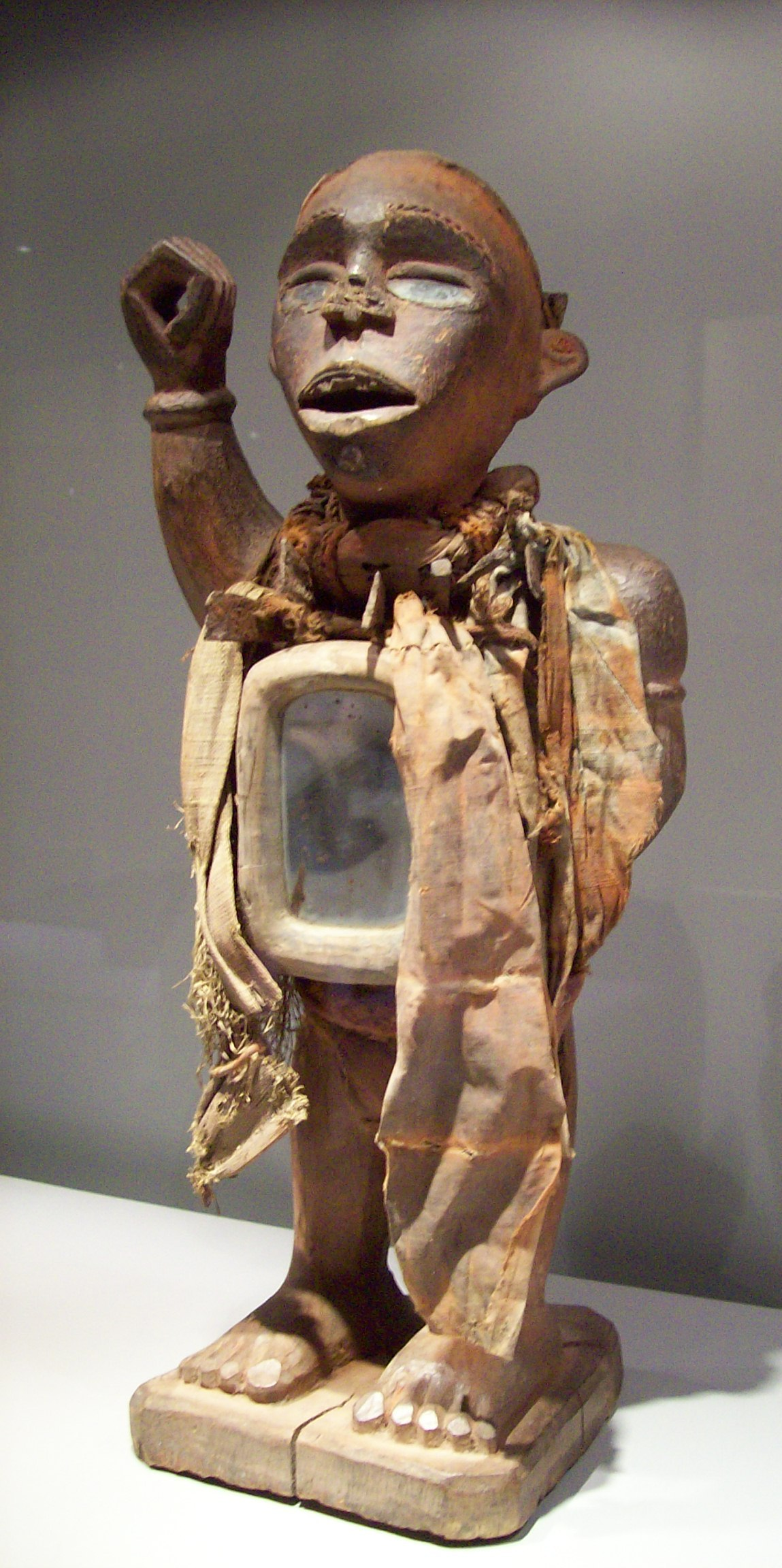
Escultura com espelho advinda da região do Maiombe

Maiombe é uma região geográfica da África Central ocupada por montanhas que se estendem desde o Rio Congo ao sul até o rio Kouilou-Niari pelo norte. Essa região inclui parte da República Democrática do Congo, de Angola (província da Cabinda), da República do Congo e também do Gabão.
Na República Democrática do Congo, Maiombe é parte da província do Congo Central na margem direita do Rio Congo, aonde estão situadas as cidades e povoados de Lukula, Seke Banza, Kangu e também Tshela. A floresta do Maiombe é antiga, possuindo várias espécies vegetais de interesse econômico, dada sua grande biodiversidade. Uma das espécies de árvores valiosas encontradas nas florestas do Maiombe é a Limba.

## Hidrografia e relevo
O Maiombe é banhado por diversos rios, sendo os três maiores o Chiluango e seus principais afluentes: Rio Lukula e Rio Lubuzi. Enquanto região montanhosa, as principais elevações são:
- Monte Foungouti, 930 m
- Monte Bamba, 810 m
- Montanhas Kinoumbou, 784 m
- Montanhas Ngouedi, 780 m
- Montanhas Kanga, 764 m
- Monte Bombo, 751 m
- Pico Kiama, 747 m

## Ligações Externas
- (em francês) Léo Bittremieux, La société secrète des Bakhimba au Mayombe, G. van Campenhout, Bruxelles, 1936, 327 p.
- (em francês) H. de Foresta (et al.), « Un premier site de métallurgie de l'Age du Fer Ancien (2.110 BP) dans le Mayombe congolais et ses implications sur la dynamique des éco-systèmes », in Bulletin de liaison des archéologues du monde Bantu (Libreville), n° 7, 1990, p. 10-12
- (em francês) M. Fuchs, « Le Mayombe », in Bulletin de la Société Royale Belge de Géographie, 19 (1) 1895, p. 5-23
- (em francês) François Pellegrin, La flore du Mayombe : d'après les récoltes de M. Georges le Testu (2e partie), Impr. E. Lanier, Caen, 1928, 83 p.
- (em francês) Dominique Schwartz (et al.), « Un site de fonte du fer récent (300 bp) et original dans le Mayombe congolais : Ganda-Kimpesse », in Bulletin de liaison des archéologues du monde Bantu (Libreville), 8/9, 1991, p. 33-40
- (em francês) Jacques Sénéchal, Matuka Kabala et Frédéric Fournier, Revue des connaissances sur le Mayombe : synthèse préparée pour le Projet PNUD/UNESCO, PRC/85/002 et PRC/88/003, UNESCO, 1989, 343 p.
- (em neerlandês) Léo Bittremieux, Mayombsche volkskunst, De Vlaamsche Boekenhalle, Louvain, 1924, 227 p.